# Укалук
Укалук (фр. Aucaleuc) насеље је и општина у северозападној Француској у региону Бретања, у департману Приморје која припада префектури Денан.
По подацима из 2011. године у општини је живело 899 становника, а густина насељености је износила 140,91 становника/km². Општина се простире на површини од 6,38 km². Налази се на средњој надморској висини од 103 метара (максималној 120 m, а минималној 68 m).

## Демографија
| 1962. | 1968. | 1975. | 1982. | 1990. | 1999. | 2011. |
| ----- | ----- | ----- | ----- | ----- | ----- | ----- |
| 313   | 337   | 452   | 536   | 601   | 629   | 899   |

График промене броја становника у току последњих година